# ローシ川
ローシ川（ローシがわ、ウクライナ語：Ро́сь）は、右岸ウクライナの北部、ドニプロ高地を流れる河川である。ドニプロ川の右支流。古名は赤川（ウクライナ語：Червона річка）。

## 概要
水源はヴィーンヌィツャ州ポフレブィーシチェ区オルディーンツィ村で、河口はクレメンチューク湖である。
総延長は346km。流域面積は12,575km²。
ローシ川沿いの主な都市はビーラ・ツェールクヴァ、ボフスラーウなど。
ルーシの語源の一つとの仮説がある。

## 川沿いの市町村
- キーウ州ビーラ・ツェールクヴァ地区クロチクィー村
- キーウ州ビーラ・ツェールクヴァ地区コジェーヌィクィ村
- キーウ州ビーラ・ツェールクヴァ地区ビーラ・ツェールクヴァ市
- キーウ州ビーラ・ツェールクヴァ地区ホロディーシチェ村
- キーウ州オブーヒウ地区カルィーニウカ村
- キーウ州オブーヒウ地区サーヴァルカ村
- キーウ州オブーヒウ地区スィヌィーツャ村
- キーウ州オブーヒウ地区チャーイクィ村
- キーウ州オブーヒウ地区ディーブィンツィ村
- キーウ州オブーヒウ地区デシュクィー村
- キーウ州オブーヒウ地区テプティーイウカ村
- キーウ州オブーヒウ地区ホヒトヴァー村
- キーウ州オブーヒウ地区ボフスラーウ市
- キーウ州オブーヒウ地区ポロヴェーツィケ村
- キーウ州オブーヒウ地区ボロダニー村
- キーウ州オブーヒウ地区ムィサーイリウカ村
- キーウ州オブーヒウ地区モスカレーンクィ村
- キーウ州オブーヒウ地区リュタリー村
- キーウ州オブーヒウ地区ロズコーパンツィ村